# Groundhog River
Groundhog River (französisch Rivière Groundhog) ist ein Fluss in der kanadischen Provinz Ontario.

## Flusslauf
Der Groundhog River hat seinen Ursprung in dem im Sudbury District gelegenen See Horwood Lake. Von dort fließt er etwa 210 km in nördlicher Richtung, bevor er von links in den Mattagami River mündet. Der Abfluss aus dem Horwood Lake wird durch einen von Ontario Power Generation betriebenen Staudamm für die abstrom gelegenen Wasserkraftwerke am Mattagami River reguliert. Der Fluss ist nach dem Waldmurmeltier (engl. "groundhog") benannt.

## Wasserkraftwerke
Das von Brookfield betriebene Wasserkraftwerk Carmichael Falls liegt 18 km südlich von Fauquier und liefert mit 2 Turbinen eine Leistung von 20 MW.